# Takelsa
Takelsa (arabe : تاكلسة) est une ville de Tunisie située au nord-ouest du cap Bon, à une cinquantaine de kilomètres au sud-est de Tunis.
Rattachée administrativement au gouvernorat de Nabeul, elle est au centre d'une délégation et d'une municipalité comptant 22 151 habitants en 2014.
Elle est au centre d'une riche région agricole spécialisée dans la viticulture, notamment pour le raisin de table et le vin.
Le paysage de l'intérieur des terres alterne entre plaine et collines tandis que la municipalité ouvre sur une large baie incluse dans le golfe de Tunis.